# Festnahmetechnik

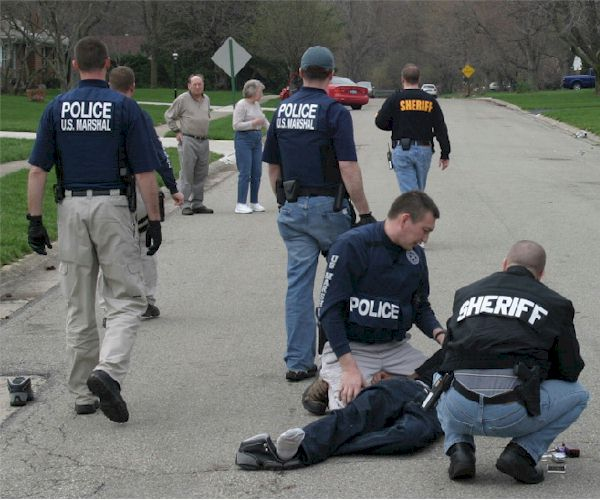
Gemeinsame Festnahmeaktion und Fesselung durch verschiedene Behörden (Vereinigte Staaten)

Die Festnahmetechnik beschreibt die Art und Weise, wie man eine Person festnimmt. Sie gehört vor allem beim polizeilichen Einsatzverhalten und beim Militär zum Berufsalltag.
Die Technik dient dazu, eine Person (Störer, Tatverdächtiger usw.) problemlos festzunehmen, zu verhaften oder in Gewahrsam zu nehmen. Sie hat unter Berücksichtigung der rechtlichen Vorgaben wie des Verhältnismäßigkeitsprinzips und des Grundsatzes der geringsten Beeinträchtigung zu erfolgen. Bei bodennahen Festnahmen ist dem polizeilichen Gegenüber das Atmen noch zu ermöglichen. In der Vergangenheit kam es bereits zu „lagebedingten Erstickungstoden“ durch die Gewichtslast auf der Lunge.
Die Festnahme kann auch zur Eigensicherung, zur Sicherung der Person (bei Flucht mit Eigeninitiative oder mittels Fluchthelfern (Gefangenenbefreiung)) oder zum Schutz gegen Angriffe von aufgebrachten Beteiligten bzw. Passanten auf die festzunehmende Person bzw. auf die Vollzugskräfte erfolgen.
Die Festnahmetechnik teilt sich in Taktik und Technik auf.

## Taktik
Die taktische Vorgehensweise (Annäherung, Habhaftigkeit) ist abhängig von der Situation (Eilbedürftigkeit, Gefährlichkeit usw.).
Die effektivste Art der Festnahme ist der überraschende Zugriff, z. B. hinterrücks oder das Zu-Boden-Bringen. Durch die Unvorbereitetheit hat das polizeiliche Gegenüber kein Zeitfenster für Aktionen (Flucht) oder Reaktionen (Widerstand). Zwecks Koordination und aus Sicherheitsgründen sollte eine Festnahme zwischen den beteiligten Vollzugskräften abgesprochen werden (Aufgabenteilung und Vorgehensweise). Die Absprache der beteiligten Vollzugskräfte (Aufgabenverteilung und Vorgehensweise) kann die Taktik des Zugriffes (z. B. Stürmung eines Gebäudes), die Wahl der  Mittel von unmittelbarem Zwang (z. B. Polizeigriffe), ggf. die Wahl der Fesselungsmittel (und der zu fesselnden Körperteile) sowie die Art des Verbringens der Person umfassen.

## Technik
Die Festnahme in der Praxis ist von den zur Verfügung stehenden Einsatzmitteln, Einsatzkräften, der Brisanz und den Eigenheiten des polizeilichen Gegenübers abhängig. Es ist stets zu vermeiden, dass sich der Festgenommene entfernen oder die Beamten angreifen kann.
Üblich ist das Umfassen eines Oberarms sowie die ständige Beobachtung (besonders der Augen und der Arme). Folge einer Festnahme ist nicht immer die Fesselung, da es sich um eine Entscheidung basierend auf rechtlichen Vorgaben handelt. Die Fesselung zur Eigensicherung ist nur unter bestimmten Voraussetzungen und unter Beachtung der Verhältnismäßigkeit zulässig.